# Zvěstov
Zvěstov település Csehországban, a Benešovi járásban. Zvěstov Šebířov, Ratměřice, Louňovice pod Blaníkem, Veliš, Kamberk és Jankov településekkel határos. Lakosainak száma 417 fő (2024. január 1.).

## Népesség
A település lakosságának változását az alábbi diagram mutatja:
| Lakosok száma | 1346 | 1350 | 1612 | 1016 | 595  | 391  | 350  | 347  | 390  | 417  |
|               | 1869 | 1890 | 1921 | 1950 | 1980 | 2001 | 2017 | 2019 | 2022 | 2024 |